# Szkoła Wojskowa Polska

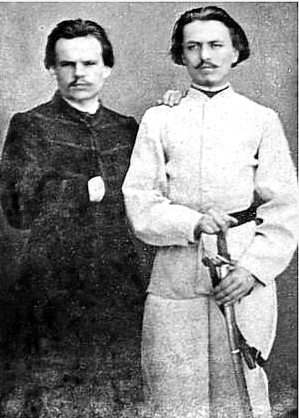
Wojciech Biechoński i Roman Rogiński (po prawej) w szkole w Cuneo

Polska Szkoła Wojskowa – założona w Genui 1 października 1861 dzięki pomocy i poparciu rządu włoskiego. Była odrodzoną Szkołą Wojenną założoną w 1860 w Paryżu przez Ludwika Mierosławskiego i Józefa Wysockiego, zamkniętą przez władze francuskie po interwencji ambasadora Rosji.

## Sytuacja polityczna we Włoszech
Włochy, w tym czasie walczyły o zjednoczenie i niezawisłość. Były więc zainteresowane w rozwoju polskich kadr wojskowych.
Spodziewano się kolejnej wojny z Austrią. Obawiano się też interwencji ze strony Rosji carskiej. W tych warunkach położenie Włoch mogli poprawić Polacy przez wzniecenie powstania w kraju. Ale do tego niezbędne były kadry wojskowe. Ponadto Włosi,
a zwłaszcza Garibaldi, czuli się zobowiązani wobec Polaków, którzy licznie uczestniczyli w walkach o wyzwolenie Włoch i ich
zjednoczenie. Ta sprzyjająca dla Polaków atmosfera we Włoszech została wykorzystana. Twórcą szkoły był komitet złożony z Włochów i Polaków.

## Utworzenie szkoły i proces nauczania
1 października rozpoczęła się nauka w Polskiej Szkole Wojskowej w Genui. Dyrektorem szkoły mianowano Ludwika Mierosławskiego, a jego zastępcą – Józefa Wysockiego. Szkoła w Genui liczyła początkowo 70 słuchaczy.
W przeważającej liczbie była to młodzież, która pośpieszyła z kraju do Włoch na wieść o mającej powstać Polskiej Szkole Wojskowej. Wielu było też uczestników wyprawy Garibaldiego. Słuchaczy cechowała chęć zdobycia wiedzy wojskowej i odporność na trudności natury materialnej.
Polska Szkoła Wojskowa w Genui dysponowała dość liczną i dobrze przygotowaną kadrą pedagogiczną. Tworzyli ją oficerowie,
w większości uczestnicy walk o wolność Polski i innych narodów. Program nauczania był dość rozległy. Obejmował wykłady regulaminów piechoty, jazdy i artylerii, wykłady z historii wojen, strategii, fortyfikacji polowych i geografii Polski. Prowadzono zajęcia z pirotechniki, topografii, musztry i szermierki. Ćwiczono także działoczyny.
Realizacja programu nastręczała jednak duże trudności ze względu na brak jedności poglądów i współdziałania kadry. Wykładali w Szkole w Genui i Cuneo; gen. L. Mierosławski, gen. J. Wysocki, płk Czapski, kpt. Kosiński, kpt. Dulfuss, rotm, Rogaliński,
por. Służewski, por. Paweł Suzin, por. Chmieleński, por. Langlewicz oraz A. Rogaliński.
Nieco odmienną listę profesorów lub instruktorów podaje Józef Białynia Chołodecki (alfabetycznie):
- Brazewicz Karol, kapitan – teoria służby w piechocie,
- Chmieliński Zygmunt, porucznik– matematyka i służba w artylerii,
- Czapski Józef, pułkownik – służba w kawalerii,
- Englert Władysław, major – praktyczna część służby w piechocie,
- Kossowski (de Lille) Władysław, porucznik – geografia i geometria,
- Langiewicz Marian – teoretyczna i praktyczna część służby w artylerii,
- Mierosławski Ludwik, generał – historia i geografia wojskowa, codzienna musztra,
- Padlewski Zygmunt, kapitan – strategia i taktyka,
- Rogaliński Aleksander – służba w kawalerii,
- Stojowski Jordan Stefan – szermierka,
- Waligórski Aleksander, pułkownik – laboratorium chemiczne, topografia rysunki.

Czynnikiem dezintegrującym kadrę był Ludwik Mierosławski, dyrektor szkoły. W lutym 1862 r. Mierosławski, zraziwszy sobie kadrę i słuchaczy, opuścił szkołę. Głównym czynnikiem, który wywołał opór w szkole wobec Mierosławskiego, było jego wygórowane żądanie. Oczekiwał on od słuchaczy, aby oni w imieniu narodu polskiego dali mu upoważnienie do wyłącznego reprezentowania narodu i wyłącznego kierowania sprawą polską. Chciał więc ogłosić się przedpowstańczym dyktatorem, a słuchacze szkoły mieli stać się niejako jego osobistą gwardią. Postępek ten wywołał zdecydowany sprzeciw.
Na czele szkoły stanął następnie gen. Józef Wysocki, cieszący się dużą popularnością w kraju i na emigracji. Zdołał on zaprowadzić porządek w szkole, zintegrować kadrę i słuchaczy oraz zapewnić właściwy proces nauczania. Z początkiem maja 1862 roku szkoła została przeniesiona do Cuneo, gdzie zapewniono jej lepsze warunki koszarowe i place ćwiczeń. Szkoła w Genui mieściła się w prywatnym domu zamienionym w koszary. W Cuneo mieściła się w budynku poklasztornym. Tutaj zwiększyła się liczba słuchaczy. Szkoła kształciła 300 słuchaczy, podzielonych na 3 grupy (piechota, kawaleria, artyleria). Najbardziej liczna była grupa piechoty. Kurs trwał w zasadzie trzy miesiące. Jedynie kandydaci na oficerów mieli odbyć kurs 6-miesięczny.
W szkole obowiązywał porządek i rygor wojskowy. Słuchacze podlegali bezpośrednio komendantom poszczególnych broni. Zajęcia trwały z przerwami na posiłki od 6.00 do 19.00. Obok zajęć teoretycznych z poszczególnych rodzajów broni wszyscy słuchacze studiowali taktykę piechoty, topografię i fortyfikacje polowe. Równolegle odbywały się zajęcia praktyczne z taktyki piechoty, jazdy, artylerii i musztry. Ćwiczono także działoczyny, jazdę konną, fechtunek, uprawiano gimnastykę.
Komendantem piechoty był mjr Englert, jazdy – mjr Czapski, artylerii kpt. Czerniawski. Słuchacze zrzeszeni byli w Towarzystwie Młodzieży, które stanowiło samorząd uczniowski i odgrywało znaczną rolę w rozstrzyganiu ważnych dla życia szkoły spraw.
Mundur słuchaczy szkoły podchorążych występował w dwóch wersjach. Dla pory chłodnej wykonany był z szarego sukna. Dla pory ciepłej uszyty był z lekkiego materiału. Składał się ze zwykłych pantalonów, krótkiego surduta spinanego na piersiach pętlicami i konfederatki, u której ponad małym daszkiem widniał polski orzełek. 

## Przeniesienie Szkoły doCuneo
Rozwój Szkoły został przerwany w czerwcu 1862 na skutek decyzji rządu włoskiego o jej zamknięciu. Nastąpiło to pod presją ambasadora carskiego. W sierpniu 1862 szkołę zamknięto. Prawie wszyscy wychowankowie Szkoły w Cuneo wzięli udział w powstaniu styczniowym.
Próby przeniesienia szkoły z Włoch do innego kraju (brano w rachubę Szwecję i Anglię) nie znalazły powodzenia. Szkołę
w Genui i Cuneo ukończyło około 200 osób. Większość z nich wzięła udział w powstaniu styczniowym. Poległo w nim około
40 absolwentów. Tak jak nie było zwartości politycznej i ideologicznej wśród emigracji, nie było jednolitego poglądu w zakresie wychowania w polskich szkołach wojskowych na emigracji. Wpływ na ten stan rzeczy wywarła ostra walka polityczna pomiędzy obozem arystokratycznym, zachowawczym, a obozem demokratycznym. Sprawę zasadniczą stanowiła kwestia chłopska, której rozwiązanie posiadało decydujący wpływ na wyniki walki o niepodległość Polski. Idee demokratyczno-ludowe wywierały głęboki wpływ na wychowanków szkół i kursów wojskowych na emigracji. Szczególnie popularne stały się poglądy zawarte w pracach Henryka Kamieńskiego – Wojna ludowa i Karola Bogumiła Stolzmana – Partyzantka czyli wojna dla ludów powstających najwłaściwsza. Stworzyły one grunt do wysunięcia w procesie kształcenia kadr wojskowych na emigracji wielu postępowych idei wychowawczych, w tym postulatu zbliżenia kadry oficerskiej do żołnierzy oraz myśli, by oficerowie przewodzili narodowi w walce i stali na czele postępu społecznego.

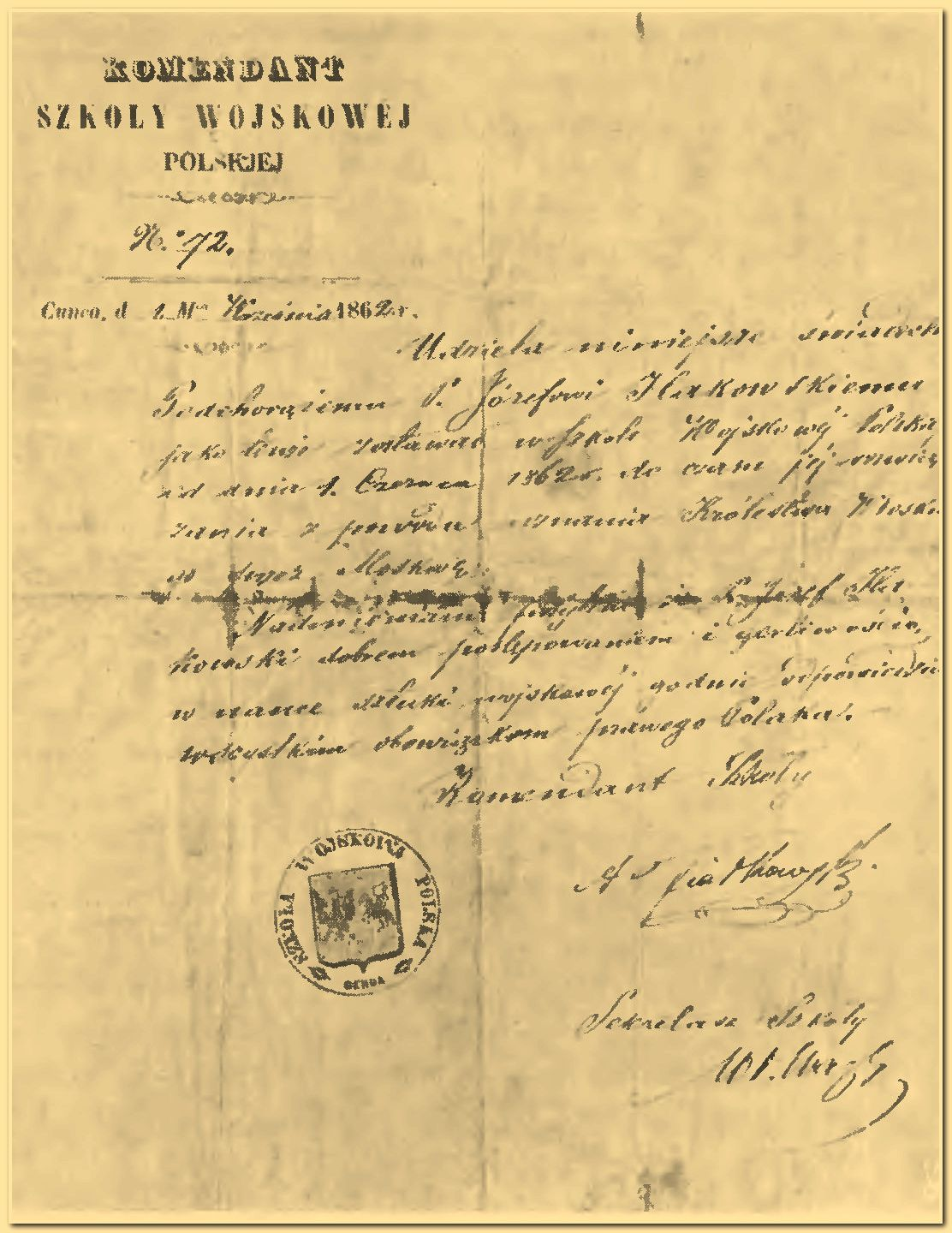
Świadectwo ukończenia Polskiej Szkoły Wojskowej

## Słuchacze Polskiej Szkoły Wojskowej
Józef Białynia Chołodecki umieścił w Pamiętniku Powstania Styczniowego listę słuchaczy szkoły, powołując się na Aleksandra Zdanowicza. Większość kadetów wzięła udział w powstaniu styczniowym. Według tej listy w Polskiej Szkole Wojskowej uczyli się:
- Wacław Ambrożewicz,
- Juliusz Białobrzeski, Wojciech Biechoński, Stefan Bogucki, Wacław Bogusławski, Antoni Bojemski, Lucyan Brochocki (poległ pod Chromakowem), Wacław Karol Broniewski, Aleksander Brzozowski, Stanisław Bukowiecki (poległ pod Fajsłowicami).
- K.Charkowski (poległ pod Borowem), Chiliński, Józef Chodźko, Teodor Cieszkowski (poległ pod Broszęcinem), Władysław Cybulski, Leopold Czapiński, Tadeusz Czernikowski.
- Damięcki, J. Dąbrowski, Kornel Dembkowicz, Aleksander Dolfi, Zygmunt Drzewiecki, Duszyński, Józef Dzikowski, Tomasz Dżuganowski.
- A. Eymtowtt.
- Gerczyk, Wincenty Grosstern, Gruszczyński, A. Grutski vel Grątski, A. Grzymała.
- Zbigniew Scibor Iłowiecki, Władysław Jabłonowski, Janczewski, Wincenty Januszkiewicz, Józef Judycki, Teofil Jurkowski.
- Henryk Kaczyński, Kazimierz Kalinowski, Izydor Karlzbad, Herkulan Karpowicz (powieszony w Wilnie w maju 1864), Adolf Kober, Kobyliński, Bolesław Kołyszko (powieszony w Wilnie 9 czerwca 1863), Antoni Korytyński (poległ pod Lutatowem), Stefan Koskowski, Dymitr Kowalewski (poległ w Pieskowej Skale), Koziełł, Aleksander Krawczeńko, Aleksander Kryłowski, Miron Krypiakiewicz, A.Krzeminski, Władysław Kubicki, Antoni Kulmatycki (poległ pod Grochowicami), Zygmunt Kurczewski, Ignacy Kurniewicz, Stanisław Kuszkowski (wysłany na Sybir), Zdzisław Kwiatkowski (poległ pod Małogoszczą).
- Lewi, Stanisław Lipiński, Izydor Lewinson, Aleksander Lüttich, Karol Łapsiński (poległ pod Grochowiskami).
- Józef Malnowski (poległ pod Poryckiem), Aleksander Dołęga Mazowiecki, Józef Mazurowski, Teofil Mierzejewski, Aleksander Mikulicz (poległ pod Krzywosądzem), Zygmunt Mineyko, M.Miszewski (wskutek rany stracił nogę), Michał Młodowski, Mieczysław Mokłowski, Władysław Anastazy Mossakowski, Walery (Ostroga) Mroczkowski.
- L. Napiski, Franciszek Narbutt, Leon Nawrocki, Teodor Negrocki, Aleksander Nęcki, Telesfor Nieszkoć vel Nieszkotis (powieszony w Dynaburgu 15 marca 1864), Floryan Niewiarowski, Konstanty Nikolski (poległ pod Grochowiskami), Leon Nowacki, Antoni Nowak, Gustaw Nowakowski.
- Aleksander Olszewski, Hilary Olszewski, Karol Oratyński, Józef Oxiński
- Padura, Pietruszko, Jan Pilecki, Jan Pinakiewicz (poległ pod Grochowiskami), Józef Piotrowski (powieszony w Warszawie 21 listopada 1863), Eugeniusz Polens, Marceli Pomaski (poległ 06.02.1863 pod Podosiem), Tadeusz Pozinger.
- Raczyński (poległ pod Małogoszczą), Zdzisław Radowicki (rozstrzelany w Siedlcach 17 sierpnia 1863), Wincenty Rapczyński ( wysłany na Sybir), Gustaw Reutt, Stanisław Rochetin, Roman Rogiński (wysłany na Sybir), Władysław Rylski, A.Rzepecki.
- Andrzej Samosiewicz, Juliusz Sekutowicz, Paweł Serwiński, Władysław Sidorowicz, Zygmunt Seweryn Siemieński (poległ w Kosyminie), Kazimierz Sikorski, Marek Sikorski, Nepomucen Sikorski, Robert Skowroński, Adam Jan Skutlecki, Stanisław Radwan Służewski, Adam Śmiechowski, Kajetan Stawiarski (poległ pod Kobylanką), Stecki, Wiktor Stępkowski, Wacław Stępowski, Władysław Stępowski, Stokowski, Antoni Strzelecki, Paweł Suzin (poległ pod Staciszkami, Stanisław Szachowski, Stanisław Szczepanowski, Szlezinger, Józef Szpisman (ranny, pojmany zesłany na Sybir), F. Szreniawa, Leon Sztanceler (poległ pod Kastangalią).
- Tarnawiecki, Mikołaj Taroni, Józef Tłuchowski, Dr. Tryplin (właściwie: Teodor Tripplin, Turcewicz, Turczyniewicz (poległ w bitwie), Tuszczyński (Bubes), Tylman (poległ pod Rudnikiem), Albin Tylman (poległ 28.11.1863 r. pod Ociesękami[4]).
- Władysław Waga, Walewski, Władysław Aleksander Waligórski (poległ pod Kobylanką), Gustaw Wasilewski (poległ w lasach Józefowskich), Józef Władysław Wedeman.
- Józef (Białopolski) Weissenfeld (umarł wskutek rany), Ludwik Wędrychowski, Adam Wężyk, Józef Wielobycki, Wierzbicki, Juliusz Wilusz (de la Croix), Feliks Wisłouch, St. Wiśniewski (Kamiński), Jakób Witkowski (poległ w Kosyminie), Antoni Wohlman (poległ pod Szklarami), Leopold Wysocki.
- Aleksander Zdanowicz, Jan Zlaznowski, Piotr Zubrzycki.
- Antoni Żarliński, Joachim Żeleszkiewicz.

## 150. rocznica Szkoły
10 marca 2012 w Cuneo, uroczyście odsłonięto na budynku dawnego Kolegium Świętego Franciszka tablicę upamiętniającą działalność Polskiej Szkoły Wojskowej i jej przeniesienie następnie w 1862 do Cuneo.
Napis na tablicy wykonano w dwóch językach: włoskim i polskim. Napis w języku polskim brzmi: „Od 26 kwietnia do 30 lipca 1862 roku mury Kolegium św. Franciszka gościły emigrantów z Polskiej Szkoły Wojskowej. Cuneo przyjęło ich szlachetnie i po bratersku pamiętając walkę Polaków u boku Włochów o wolność i zjednoczenie Włoch. W 150 rocznicę zjednoczenia mieszkańcy i Polacy pamiętają. Anno domini 2012”.
Podczas uroczystości przemawiali: Burmistrz Cuneo Alberto Valmaggia, Nuncjusz Apostolski w Polsce Arcybiskup Celestino Migliore (urodzony w Cuneo), Ambasador RP w Watykanie Hanna Suchocka, Konsul Generalny RP w Mediolanie Krzysztof Strzałka i Sekretarz Rady Ochrony Pamięci Walk i Męczeństwa (fundatora tablicy) Andrzej Krzysztof Kunert, który powiedział o utworzeniu Polskiej Szkoły wojskowej:
Sześćdziesiąt pięć lat później Włosi znowu okazali nam solidarność. W październiku 1861 w Genui została założona Polska Szkoła Wojskowa, przeniesiona następnie do Cuneo, gdzie działała od kwietnia do lipca 1862. „Cuneo przyjęło ich szlachetnie i po bratersku, pamiętając walkę Polaków u boku Włochów o wolność i zjednoczenie Włoch” [Cuneo li accolse con generosità e fratellanza memore di quanto i Polacchi avavano combattuto a fianco degli Italiani per la Liberte e l’Unità d’Italia] – czytamy na tablicy, którą odsłaniamy dzisiaj. Pierwszym dyrektorem szkoły (w Genui) był gen. Ludwik Mierosławski, wcześniej uczestnik polskiego powstania listopadowego (1830–1831), dowódca powstania poznańskiego (1848) i szef sztabu armii rewolucyjnego rządu Sycylii, później dyktator polskiego powstania styczniowego (1863). Dyrektorem szkoły w Cuneo był gen. Józef Wysocki, również uczestnik powstania listopadowego i styczniowego, dowódca Legionu Polskiego podczas powstania na Węgrzech (1848). Po uznaniu Królestwa Włoch przez Rosję, na życzenie rządu włoskiego Polska Szkoła Wojskowa w Cuneo została w sierpniu 1862 zamknięta. Niemal wszyscy spośród 300 uczniów i niemal wszyscy instruktorzy odrzucili możliwość wstąpienia do armii włoskiej i wzięli następnie udział w polskim powstaniu styczniowym (1863–1864). Wielu z nich poległo.